# Seminário Teológico Presbiteriano Reverendo Ashbel Green Simonton
O Seminário Teológico Presbiteriano Reverendo Ashbel Green Simonton (STPS) é um seminário protestante presbiteriano situado na cidade do  Rio de Janeiro (Rio de Janeiro). A instituição de ensino superior é destinada a formação pastores e líderes da Igreja Presbiteriana do Brasil.

## História
Com a chegada do missionário presbiteriano estadunidense Ashbel Green Simonton na cidade do Rio de Janeiro foi fundado o primeiro Seminário Teológico Presbiteriano. Porém este mudou para São Paulo.
Em 1982 foi fundada no Rio de Janeiro uma extensão do Seminário Presbiteriano do Sul. No ano de 1986 ela tornou-se independente como Seminário Teológico Presbiteriano do Rio de Janeiro. No mês de junho de 2006 o Supremo Concílio da Igreja Presbiteriana do Brasil  decidiu renomeá-lo para Seminário Teológico Presbiteriano Reverendo Ashbel Green Simonton.

## O Seminário Teológico Presbiteriano Reverendo Ashbel Green Simonton hoje
O atual diretor é Rev. Romer Cardoso dos Santos. O STPS tem o curso de Bacharel em Teologia como seu curso principal, não sendo reconhecido pelo MEC como curso de nível superior.
O Seminário Teológico Presbiteriano Reverendo Ashbel Green Simonton possui uma biblioteca de quase 14.000 volumes, conforme relatório da Comissão Executiva da Igreja Presbiteriana do Brasil.

## Alunos e ex-alunos
- Antônio Carlos Alves Sá Costa (pastor da Igreja Presbiteriana da Barra da Tijuca)
- Jailto Lima do Nascimento (pastor da Primeira Igreja Presbiteriana de Vitória)[9]
- Glaucio Luciano dos Santos Oliveira (pastor da Primeira Igreja Presbiteriana de Vitória)[9]
- Nelson Célio de Mesquita Rocha[10] (coordenador da Faculdade Evangélica de Tecnologia, Ciências e Biotecnologia)[11]